# Michael LeMoyne Kennedy
Michael LeMoyne Kennedy (Washington, 27 febbraio 1958 – Aspen, 31 dicembre 1997) è stato un filantropo statunitense.
Michael era il sesto di undici figli di Robert Francis Kennedy e di Ethel Skakel Kennedy.

## Biografia
MIchael nacque a Washington nel 1958 e gli venne dato il nome di un amico di famiglia di vecchia data, il prete irlandese Michael Kennedy di Dungarvan nella contea di Waterford, e il secondo nome di Kirk LeMoyne Billings, meglio conosciuto come "Lem", il compagno di stanza del Presidente degli Stati Uniti John F. Kennedy e un caro amico della famiglia Kennedy. Michael aveva solo cinque anni quando suo zio John F. Kennedy venne assassinato e solo dieci quando suo padre e candidato presidente, Robert F. Kennedy, venne anch'esso assassinato. 
Si laureò in scienze all'Università Harvard nel 1980 e successivamente conseguì il dottorato in giurisprudenza presso la facoltà di giurisprudenza dell'Università della Virginia nel 1984. Dopo aver conseguito la laurea in giurisprudenza, Michael si trasferì a Boston, e lavorò per breve tempo in uno studio legale privato. Michael era il presidente dell'organizzazione non-profit di suo fratello Joseph della Citizens Energy Corporation, che fornisce petrolio per riscaldamento e servizi alle famiglie di anziani e poveri del Massachusetts e di altri stati del New England. 
Michael copresiedette il Walden Woods Project, un'organizzazione senza scopo di lucro per preservare il lago Walden a Concord, nel Massachusetts. Nel 1994 fu cofondatore di Stop Handgun Violence, un comitato per sensibilizzare l'opinione pubblica sulla vendita delle armi. Quello stesso anno, aiutò a organizzare la campagna di rielezione di suo zio Ted Kennedy per il Senato degli Stati Uniti contro Mitt Romney.
Morì in un incidente sciistico l'ultimo dell'anno del 1997 ad Aspen in Colorado, a soli 39 anni, dopo aver sbattuto contro un albero su una pista da sci mentre giocava sulla neve con i suoi parenti. Ricoverato d'urgenza all'Aspen Valley Hospital, fu dichiarato morto. Venne sepolto il 3 gennaio 1998 all'Holyhood Cemetery a Brookline nel Massachusetts.

## Vita privata
Dopo il primo matrimonio con Victoria Denise Gifford, figlia dell'ex giocatore di football e giornalista sportivo Frank Gifford, Michael sposò Maxine Avis Ewart, il 14 marzo 1981, a New York.
Ebbero un figlio, Michael LeMoyne Kennedy Jr. (nato il 9 gennaio 1983) e due figlie, Kyle Francis Kennedy (nata il 6 luglio 1984) e Rory Gifford Kennedy (nata il 14 novembre 1987). Michael risiedette con la famiglia a Cohasset, nel Massachusetts, fino alla sua morte avvenuta nel dicembre 1997.